# Andrologia
L'andrologia (dal greco ἀνήρ anḕr, uomo e λόγος lògos, discorso) è la branca specialistica della medicina che focalizza i propri studi sulla salute maschile, con particolare riferimento alle disfunzioni dell'apparato riproduttore maschile e dell'apparato urogenitale. È la branca medica analoga alla ginecologia, la scienza che si occupa parallelamente delle disfunzioni tipiche femminili.

## Storia
L'andrologia è diventata una scienza a sé stante solo dalla fine degli anni sessanta, principalmente grazie all'opera del dermatologo tedesco C. Schirren, che fondò un giornale specializzato sull'argomento (intitolato prima Andrologie e successivamente Andrologia, dal greco (andros=uomo) pubblicato per la prima volta nel 1969.
Nel 1975 nasceva negli Stati Uniti L' A.S.A., American Society of Andrology, che rappresentò il primo atto di "indipendenza" degli andrologi, al quale seguì la costituzione a Pisa, l'anno successivo, della S.I.A., la Società italiana di Andrologia, grazie al lavoro del Prof. Giuseppe Fabrizio Menchini Fabris.
Questa materia si è dapprima lentamente e poi prepotentemente ritagliata il proprio spazio, grazie all'attualità dei temi che tratta. Infatti, molti passi in avanti sono stati fatti nella ricerca e nell'applicazione clinica dei dati derivanti da sempre maggiori studi sugli argomenti di andrologia (ai quali il Centro di Andrologia dell'Università di Pisa ha dato il suo valido contributo), e adesso è possibile identificare e trattare con buona efficacia soggetti affetti da patologie un tempo trascurate o sottovalutate nella loro importanza, specie per i risvolti di carattere psicologico che implicano nella conduzione di una normale vita affettiva e di relazione.
Attualmente le patologie di pertinenza andrologica hanno assunto un'importanza molto rilevante, tali da potere essere inquadrate come vere e proprie malattie sociali. Basti pensare al sostanziale aumento dell'incidenza, scientificamente provata, di problematiche quali l'infertilità maschile e le disfunzioni erettili, alle quali si associano, e talvolta ne sono causa, patologie tipiche dell'uomo da sempre oggetto di studi, inerenti alla sessuologia e la sfera prostato-vescicolare.
È stato provato che la fertilità da causa maschile incide in almeno la metà dei casi sul totale delle coppie infertili, mentre da recenti studi si evincono percentuali rilevanti di soggetti maschili affetti da disfunzioni erettili, rappresentate non soltanto dalla ben nota "impotentia erigendi", ma anche da alterazioni estetico-funzionali dell'asta quali "induratio penis plastica" e recurvatuum congenito. La rilevanza dell'incidenza delle patologie prostato-vescicolari nella determinazione delle sintomatologie uro-genitali, della sfera sessuale e riproduttiva maschile è ben nota.
L'alterazione dei meccanismi deputati alla salvaguardia della riproduzione della specie coinvolge così vari organi strettamente collegati fra loro, pur nella peculiarità delle funzioni che svolgono. Una scadente qualità del liquido seminale potrà, ad esempio, riflettere un difetto nello sviluppo della linea germinale delle gonadi come, all'estremo, potrebbe rappresentare il risultato di una flogosi sovrapposta prostato-vescicolare non trattata.
Allo stesso modo, un deficit erettile potrà riflettere un'eziologia multifattoriale, determinata dalle interazioni tra cause organiche proprie e funzionali sovrapposte dalla cosiddetta "ansia da fallimento". E anche nel campo delle cause organiche, si apre un ampio ventaglio di possibilità eziologiche. Il problema va quindi visto e risolto in un'ottica di unità, considerando tutto l'insieme degli organi che regolano la "qualità di vita" dell'uomo (e di riflesso del/della partner), per poi convergere laddove le indagini diagnostiche evidenziano il fulcro del problema.
Da tutto ciò si evince la stretta necessità di collaborazione tra specialisti di discipline diverse, tale da poter affrontare l'argomento nella sua unità e senza tralasciare la valutazione di aspetti apparentemente secondari per la cura quali la psicologia del paziente, che deve essere attentamente valutata e sostenuta per ottenere i migliori risultati dalla terapia.

## Disfunzioni tipiche maschili
L'andrologia è deputata alla diagnosi ed alla cura di malattie dell'apparato genitale maschile, quali:
- Balanite
- Epispadia
- Disfunzioni dell'epididimo
- Eiaculazione precoce
- Idrocele
- Ipospadia
- Impotenza
- Infertilità
- Orchite
- Cancro del pene
- Frattura del pene
- Fimosi
- Prostatite
- Cancro alla prostata
- Spermatocele
- Cancro dei testicoli
- Varicocele
- Criptorchidismo